# Bois-de-Champ
Bois-de-Champ è un comune francese di 119 abitanti situato nel dipartimento dei Vosgi nella regione del Grand Est.

## Società

### Evoluzione demografica
Abitanti censiti